# Forvaltning
 Der er for få eller ingen kildehenvisninger i denne artikel, hvilket er et problem. Du kan hjælpe ved at angive troværdige kilder til de påstande, som fremføres i artiklen.

Forvaltning er en offentlig myndigheds måde at administrere lovgivning på. Forvaltningen er en del af den udøvende magt. Den udøvende magt er nævnt i Grundloven § 3, 2. punktum. I Danmark er forvaltning underlagt forvaltningsloven. Hertil kommer offentlighedsloven og ombudsmandsloven.